# Naturschutzgebiet Niederwald Recklinghausen

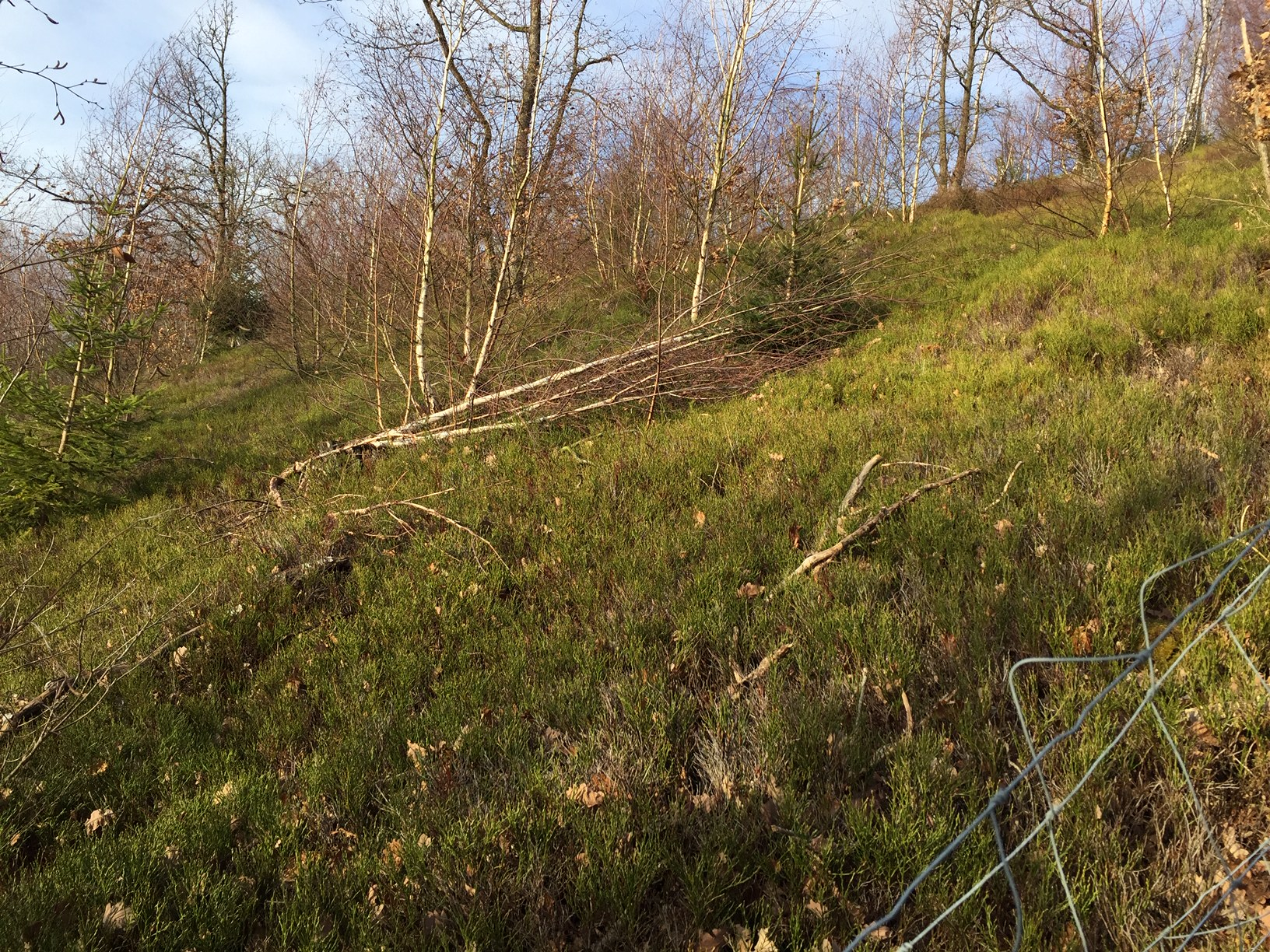
Naturschutzgebiet Niederwald Recklinghausen

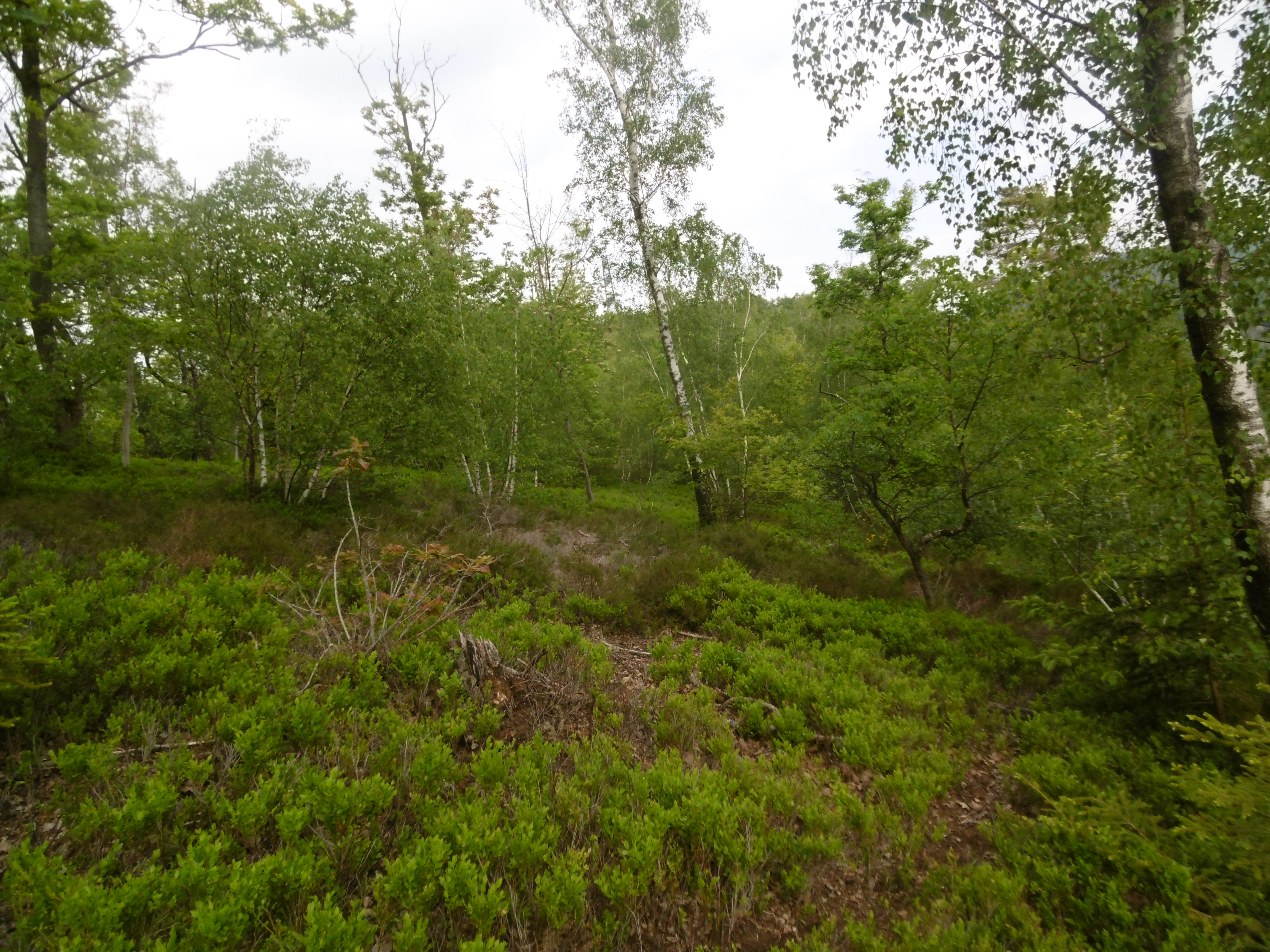
Blick ins Schutzgebiet

Das Naturschutzgebiet Niederwald Recklinghausen mit einer Größe von 25,1 ha liegt östlich von Recklinghausen im Stadtgebiet von Sundern (Sauerland). Das Gebiet wurde 1993 mit dem Landschaftsplan Sundern durch den Kreistag des Hochsauerlandkreises erstmals als Naturschutzgebiet (NSG) mit einer Flächengröße von 25 ha ausgewiesen. Bei der Neuaufstellung des Landschaftsplaners Sundern wurde das NSG erneut ausgewiesen und vergrößert.

## Beschreibung
Das NSG grenzt westlich direkt an die Bebauung von Recklinghausen und Sundern-Oberröhre. Im Süden grenzt das Landschaftsschutzgebiet Ortsrandlage Recklinghausen an und im Norden und Osten das Landschaftsschutzgebiet Sundern.
Beim NSG handelt es sich um einen Niederwald. Der Landschaftsplan Sundern führt zum NSG aus: „Der zwergstrauchreiche Eichen-Niederwald stockt auf einem südlich exponierten Hang und dem schmalen Grat eines Bergrückens nördlich Recklinghausen. Die typische, mehrstämmige Wuchsweise ist noch weit verbreitet. Die Hauptbaumarten sind, neben der Traubeneiche, Birke und kleinflächig Buche. Der Unterwuchs wird von einer z.T. bodendeckenden Krautschicht gebildet, die reich an Heidelbeere und Besenheide ist. Im Westen des Gebietes treten bis zu 5 m hohe, weitgehend jedoch flachere Felsklippen frei, die hangabwärts in feinerdearme natürliche Schutthalden übergehen. Auf diesen Standorten sind in Einzelexemplaren weiterer Baumarten wie Esche und Ulme beigemischt, die auf sehr schwache Übergänge zum Blockschuttwald hinweisen. Die Buche ist in diesen Bereichen in der mehrstämmigen, niederwaldtypischen Wuchsweise vertreten. Eine Hochspannungsleitung quert das Gebiet im östlichen Teil. Auf der Leitungstrasse wurden Fichten gepflanzt, die teilweise mit Birkenaufwuchs und Besenheide durchsetzt sind. Auffällig ist ein stellenweise hoher Flechtenbesatz an den Bäumen. Im Plangebiet liegen noch zahlreiche, zumeist gut ausgeprägte Niederwaldflächen. Sie stellen als Relikte einer historischen Waldbewirtschaftungsform Zeugnisse der Kulturlandschaft dieses Gebietes dar. Innerhalb eines Niederwald-Verbundsystems nimmt die vorliegende Fläche eine besondere Stellung ein.“

## Schutzzweck
Der Landschaftsplan gibt an: „Schutz eines wertvollen Wald(bewirtschaftungs)typs, stellenweise mit Felsklippen und natürlichen Schutthalden und mit überwiegend artenreicher Krautschicht aus geologischer, faunistischer, vegetationskundlicher und kulturhistorischer Sicht; Schutz einer artenreichen Kryptogamenflora; Erhaltung und Optimierung eines artenreichen Niederwaldgebietes auf stellenweise felsig-steinigem Standort durch eine dem Waldtyp angepasste Bewirtschaftung. Das NSG dient auch der nachhaltigen Sicherung von Vorkommen seltener Tier- und Pflanzenarten.“ Wie bei allen Naturschutzgebieten in Deutschland wurde in der Schutzausweisung darauf hingewiesen, dass das Gebiet „wegen der Seltenheit, besonderen Eigenart und Schönheit des Gebietes“ zum Naturschutzgebiet wurde.

## Entwicklungsmaßnahme
Im Landschaftsplan wurde als zusätzliche Entwicklungsmaßnahmen festgeschrieben:
„Vorhandenes Nadelholz ist zu entfernen (§ 13 LNatSchG); Zur Erhaltung der traditionellen Waldbewirtschaftungsweise ist die niederwaldartige Nutzung auf der Fläche im Rahmen vertraglicher Regelungen fortzuführen bzw. wieder aufzunehmen (§ 13 LNatSchG).“
Zur Entfernung des Nadelholzes befindet sich die Erläuterung im Plan: „In dem NSG sind mehrere Nadelholzflächen zwischen reinen Laubholzbereichen mit in die Abgrenzung aufgenommen worden, um das NSG trotz gleicher Bodenbeschaffenheit und gleichem Entwicklungspotential aller Flächen nicht zu zerschneiden. Die Rückführung des Nadelholzanteils und eine Ausdehnung des Laubholzanteils erfolgt auf diesen Verbundflächen im Privatwald im Einvernehmen mit dem jeweiligen Eigentümer.“